# ジュディ・ダイブル
ジュディ・ダイブル（Judy Dyble、1949年2月13日 - 2020年7月12日）は、イングランドのシンガーソングライター。1967年から1968年までフェアポート・コンヴェンションのオリジナル・ボーカリストを務め、1970年にはトレイダー・ホーンを結成してボーカリストとして活動した。
2000年代に音楽活動を再開。2004年に初のソロ・アルバムを発表したのを皮切りに、アルバム制作やコンサート活動を積極的に行なった。

## 略歴

### 生い立ちと活動初期
ダイブルはロンドン中心部のミドルセックス病院で生まれた。
最初のバンドは1964年から1966年に存在したジュディ・アンド・ザ・フォークメン（Judy and The Folkmen）だった。彼等はホームメイドのデモ録音を行っており、一部が彼女のキャリアを浮き彫りにしたアンソロジーに含まれるはずだったが、実現したものはない。
1966年11月、アシュリー・ハッチングスは、リチャード・トンプソン、サイモン・ニコルと一緒に、彼女に様々なバンドで歌って演奏してほしいと依頼した。彼等はジャグ・バンドのすべてを担い、そのうちのいくつかでは主に歌うことに抵抗があって、女性ボーカリストを必要とした。彼女を迎えたグループはフェアポート・コンヴェンションの核となり、当初はショーン・フレイター、後にマーティン・ランブルとドラマーに迎えて活動した。グループは彼女とファースト・アルバムをレコーディングすることとなり、当時のレパートリーはアメリカ合衆国のシンガーソングライターの作品とオリジナル作品の両方で構成されていた。ファースト・シングルは、1930年代のアメリカの歌「If I Had a Ribbon Bow」のカバーだった。バンドは多数のアメリカの楽曲をカバーし再加工した。それらはメンバーの選曲により、いくつかはマネージャーのジョー・ボイドのレコード・コレクションから選ばれた。バンドはまた、イギリスでは無名だったジョニ・ミッチェルの作品を入手し、ファースト・アルバム『フェアポート・コンヴェンション』で2曲を取り上げた。
1960年代後半、初期フェアポート・コンヴェンションのロンドン公演では、ダイブルがジミ・ヘンドリックスやシド・バレットを擁するピンク・フロイドなどの名だたる面々とステージを共有する姿が見られた。彼女がスピーク・イージー・クラブのステージ前に座り、ヘンドリックスとリチャード・トンプソンがジャムを行っているあいだ、毛糸を編んでいたというエピソードは有名。彼女はインクレディブル・ストリング・バンドのアルバム『ザ・ハングマンズ・ビューティフル・ドーター』（1968年）、G.F.フィッツジェラルドのアルバム『Mouseproof』（1970年）にゲストで参加した。彼女は後にウェブサイトで、フェアポート・コンヴェンションを辞めたのは「不法投棄」されたようなものだったと述べている。
1968年6月、有名な『メロディ・メイカー』誌に「ジュディ・ダイブルがギタリストとベーシストを探している」という広告を出し、連絡してきたピーター・ジャイルズが在籍していたポップ・バンドのジャイルズ・ジャイルズ&フリップ（GG＆F）に、ボーイフレンドのイアン・マクドナルドと一緒に参加した。2人はホーム・レコーディングによるデモ・テープの制作に貢献したが、彼女は参加直後にマクドナルドとの関係が終わったので7月に脱退した。マクドナルドを迎えたGG＆Fはプログレッシブ・ロック・バンドのキング・クリムゾンへ進化していった。1976年に発表されたキング・クリムゾンの編集アルバム『新世代への啓示』には、マクドナルドと詩人ピート・シンフィールドの共作で後にキング・クリムゾンのデビュー・アルバムに収録された「風に語りて」をGG＆F時代の彼女が歌った初期バージョンが収録された。
ダイブルは、元ゼムのジャッキー・マッコーリーとトレイダー・ホーン（Trader Horne）というデュオを結成した。この名前は、探検家トレイダー・ホーン（Trader Horn）を元として「トレイダー」ホーン（"Trader" Horne）と呼ばれたジョン・ピールの乳母フローレンスに由来している。デュオはパイ・レコードの子会社であるドーンと契約し、1969年にアルバム『モーニング・ウェイ〜朝の光の中で』（Morning Way）と、非常に貴重なコレクター向けシングルを2作発表した。彼女はアルバムのタイトル・トラック「Morning Way」を単独で、「Velvet to Atone」をマーティン・クイッテントンと共同で書いた。デュオはツアーに出てハンブル・パイ、イエス、ジェネシスなどの公演でステージを共有した。さらに1970年5月にはニューカッスル＝アンダー＝ライムで開催されるハリウッド・ミュージック・フェスティバルでヘッドライナーを務める予定だったが、その直前に彼女は脱退した。
1971年、彼女はDJにして時代の寵児だったサイモン・ステイブル (Simon Stable）と結婚した。1973年、夫と仕事をするため、音楽界を離れ、やがて母親になって図書館司書として働いた。
1981年にブロートン城で開催されたフェアポート・コンヴェンション・アニュアル・リユニオンにサプライズ・ゲストとして登場して、アルバム『フル・ハウス』時のラインナップをバックに、ジョニ・ミッチェルの「青春の光と影」とエヴァリー・ブラザースの「ホエン・ウィル・アイ・ビー・ラヴド」を歌った。1982年（A Week-End in The Country）、1997年（30周年）、2002年（35周年）、2007年（40周年）にも、ゲスト出演した。
1994年、夫ステイブルが亡くなった。

### 2000年代
長い間、入手可能な彼女のレコーディングはフェアポート・コンヴェンションのファースト・アルバムと、上記のようにキング・クリムゾンの編集アルバム『新世代への啓示』（1976年）に収録された「風に語りて」だけだった。2000年11月、『モーニング・ウェイ〜朝の光の中で』がCDで再発された。また同年、ジャイルズ・ジャイルズ&フリップのホーム・レコーディングの未発表音源がピーター・ジャイルズによって編集されて、LP”Metaphormosis”、CD"The Brondesbury Tapes"として発表された。
夫の死後約10年が経ち、彼女は作曲と演奏を再開した。2004年、新作『Enchanted Garden』を発表。続いて2006年、『Spindle』と『The Whorl』を限定発表した。2007年には時折ライブに出演しており、クロップレディ・フェスティヴァルではフェアポート・コンヴェンションの事実上のオリジナル・ラインナップの一員として出演した。
2008年3月3日、独立レーベルの「Transcend Media Group」から、北部のインディー/フォーク・バンドであるThe Conspiratorsとの共作シングルをリリースした。それはフェアポート・コンヴェンションの「One Sure Thing」とThe Conspiratorsの「Take Me To Your Leader」のリメイクで、彼女のボーカルをフィーチャーした両A面シングルだった。同日、このシングルのプロモーションとして、リーズ市内中心部にあるHMVスーパー・ストアでのインストア・ライブと、ハロゲート・インターナショナル・カンファレンス・センターという稀なライブ活動を2回行った。同シングルは公式の全英インディー・シングル・チャートで7位になり、トップ10に3週間のチャートインを果たした。
また年間を通して、ティム・バウネス（No-Man）とアリステア・マーフィーの共同執筆とプロデュースで次作『Talking with Strangers』をレコーディングした。コラボレーターには、ロバート・フリップ、サイモン・ニコル、パット・マステロット、イアン・マクドナルド、ジュリアンヌ・リーガン、セリア・ハンフリス、ジャッキー・マクシー、ローリー・アコート、マーク・フレッチャーなどが含まれている。6月にはノース・デヴォンで開催されたラマ・フェスティバルで、彼女にとっては稀な野外公演を行った。
2008年、トレイダー・ホーンがキングスレー・アボットの書籍『500 Lost Gems of the 60s』で取り上げられた。これと一致するように、スチュアート・マコニーがBBC6の番組『Freak Zone』にて、『Record Collector』誌に重要な作品とされたものになぞらえて彼女のキャリアに関する1時間の伝記的ラジオ特番を制作した。
2009年5月、ロバート・フリップとの新しいアルバムの初期レビューのコピーが送信された。彼女のMyspaceはいくつかのアルバム収録曲のサンプラーを表示し、彼女から直接またティム・バウネスのバーニング・シェッドから購入できるサイン入り限定番号付きの早期リリース盤が瞬く間に完売した。同年7月18日、バービカン・シアターで開催されたウィッチシーズン40周年記念公演で、フェアポート・コンヴェンションのオリジナル・ラインナップの先頭に立った。2007年のクロップレディ・フェスティヴァルでのかなり短い一時的な出演を除けば、約40年ぶりのことだった。同年8月、アルバム『Talking with Strangers』を発表。BBCのホームページ（bbc.co.uk）で推奨アルバムに選ばれたのを初め、「The Mail on Sunday」紙、『Record Collector』誌、『Shindig!』誌、『R2 (Rock'n'Reel)』誌、All About Jazzなどから好意的なレビューを受け、BBC音楽Webサイトでは「洗練された勝利」と解説された。多数のラジオ局が20分近い収録曲「Harpsong」を全編放送し、彼女はBBCラジオ・オックスフォード、ソレント、サフォーク、デヴォン、コーンウォール、ランカシャー、マンチェスターなど、一連のBBCローカル・ラジオでインタビューを受けた。オランダのレーベル「Tonefloat」がLPレコードを発売した。
『Talking with Strangers』「Harpsong」は、2010年1月にオンライン・コミュニティ「Talkawhile」による投票でベスト・オリジナル・ソングを受賞し、またアルバムは、著名な作家のジョー・ケンドールとシド・スミスによる『Classic Rock』誌の2009年のベスト・リストに掲載された。このアルバムは、イギリスのミュージックストア・HMVによって、その最高であるスペシャリスト・セクター・アルバムのひとつとしても宣伝された。2010年3月、ノルウェーの「Termo records」は著名なアーティストで児童向けのイラストレーターであるジャッキー・モリスによるアートワークと、アルバム・セッションからのボーナストラック「Fragile」の収録を伴ったスカンジナビア盤を発売した。この発売は、ノルウェーにおけるプロモーションとして、朝の番組『God morgen, Norge!』を初めとしたテレビ出演で宣伝され,「Jazzbirds」「Grey October Day」の2曲が生演奏された。ダイブル、バウネス、マーフィーも、『Lydverket』という番組で未公開クリップを収録した。
2009年8月27日、40年以上の音楽活動でソロとしては初のロンドン公演を、100クラブでティム・バウネス、アリステア・マーフィー、サイモン・ニコルのサポートの下に開いた。11月2日にはイギリスのロック・バンドであるKings Crossのシングル「Every Sentimental Moment」にボーカルを提供した。

2009年12月、音楽プロデューサー兼アレンジャーのリー・フレッチャーは、彼とタッチギタリストのマーカス・ロイターが彼女の新作でコラボレーションすると発表した。その後、彼女はこのプロジェクトは『Newborn Creatures』というタイトルで、2011年2月11日の時点でアルバムは完成したと明かした。マスタリング作業は、ニック・ドレイク、シンプル・マインズなどのマスタリングのほか、『チューブラー・ベルズ』をプロデュース、ミキシング、マスタリングしたサイモン・ヘイワースによって行われた。しかし彼女はこの発表に続いて、ウェブサイトで「プロジェクトが困難に直面した結果、自分が意図した形では発表されないことになり、自分はプロジェクトから完全に離脱した」ことを発表した。
どうやら私のアルバム『Newborn Creatures』が現在の姿でリリースされることはない、と言わざるを得ないのは非常に残念です。リー・フレッチャーとマーカス・ロイターは、私の歌詞、ボーカル、アートワーク、および私と関係のあるものはすべてレコーディングから削除することに決めました。私には彼らが残されたものをどうするつもりなのかわかりませんが、彼らは私のアルバムを何らかの形でそして将来のある時点で、私なしでリリースするつもりであると述べています。

### その後の活動
2013年7月1日に「Gonzo Multimedia」からリリースされた『Flow and Change』というタイトルのアリステア・マーフィーとのアルバムを完成させた。主に、このアルバムのエンジニアリングとプロデュースも行ったマーフィーと共同で執筆し、その他はジュリアンヌ・リーガン、サイモン・ハウス、ディーン・フランシス＝ホークスリー/アンディ・サッティと共同執筆している。ゲストのコラボレーターは、マット・マリー（元カウンティング・クロウズ）、マイク・ムーニー（スピリチュアライズド）、ジュリアンヌ・リーガン（オール・アバウト・イヴ）、パット・マステロット（キング・クリムゾン）であった。
2013年、ダイブルはスリープヤードのオリヴァー・カースベルゲンと共に3曲を共同執筆した。そのうちの1曲「Blue Barracuda」は、2013年8月にFüxaのアルバム『Dirty D』に収録されリリースされ、もう2曲「Rainy Day Vibration」「Satellite Calling」は、2014年1月にアメリカのレーベル「Global Recording Artists」から、Sleepyardのアルバム『Black Sails』に収録されリリースされた。彼女は同アルバム収録曲「1000 Year Vacation (reprise)」で歌っている。ほとんどが、過去50年間に彼女が関わってきたあまり知られていない音楽でまとめられた3枚組CDによるアンソロジーである『Gathering the Threads (Fifty Years of Stuff)』が、2015年3月にリリースされた。
2015年10月、「Earth Recordings」は、2015年11月29日にロンドンのブッシュホールで開催されるトレイダー・ホーン再結成コンサートに間に合うように、トレイダー・ホーンのアルバム『モーニング・ウェイ〜朝の光の中で』をドーンの赤いヴァイナル盤とCDで再発した。2015年11月、「Earth Recordings」は『Gathering the Threads (Fifty Years of Stuff)』アンソロジーの最初の部分を『Anthology Part One』としてヴァイナル盤とCDでリリースした。
2015年11月、マッコーリーとトレイダー・ホーンとして再結成し、ロンドンのブッシュホールでアルバム『モーニング・ウェイ〜朝の光の中で』全曲を演奏した。マッコーリーの兄弟であるブレンダン・マッコーリーと、彼女が率いるバンド・オブ・パーフェクト・ストレンジャーズのアリスター・マーフィー、マーク・フレッチャー、フィル・トムズ、イアン・バラージ、スティーヴ・ビンガムが参加した。
ダイブルは、2015年の大部分と2016年の前半にデイヴ・トンプソン (Dave Thompson)の支援を得て自伝を執筆した。その自伝『An Accidental Musician』は、2016年4月にSoundcheck Booksから出版された。2016年-2017年の間、ダイブルは彼女の作品『Summer Dancing』というニュー・アルバムを完成させることに集中した。この作品は、さまざまなコラボレーターを迎え、アンディ・ルイスとレコーディングを行った新曲のコレクションとして2017年8月にリリースされた。彼女は、2017年4月にリリースされたビッグ・ビッグ・トレインのアルバム『グリムスパウンド』収録の「The Ivy Gate」で、デヴィッド・ロングドンとのデュエットをレコーディングした。
ダイブルは自分のバンド・オブ・パーフェクト・ストレンジャーズとともにフェアポートのクロプレディ・コンヴェンション・フェスティバルに出演した。彼女はまた、2017年にバンド結成50周年を祝う、フェアポート・コンヴェンションの存続するオリジナル・メンバーと共に登場した。「アーリー・イヤーズ」のラインナップで歌われた曲は、「Time Will Show The Wiser」「I Don't Know Where I Stand」「Reno Nevada」だった。3曲はすべて、1967年-1968年のバンドがライブ・パフォーマンスをするようになった最初の年に頻繁に演奏された。
2018年に彼女はアルバム『Earth is Sleeping』を「Acid Jazz Records」からリリースした。その最終トラックは「Newborn Creatures」というタイトルであった。このアルバムが、中止された2009年のアルバムとどのように関連しているかは明らかになっていない。
2020年9月に、ダイブルが書いた歌詞とデヴィッド・ロングドンの音楽が入った7曲の新曲を含む、ロングドンとのコラボレーションによるニュー・アルバム『Between A Breath And A Breath』のリリースが予定されていた。
2020年7月12日、71歳で亡くなった。彼女は死に至るまでの数年間、肺癌に苦しんでおり、化学療法を開始した2019年11月に診断内容を明らかにしていた。

## ディスコグラフィ

### ソロ・アルバム
- Enchanted Garden (2004年、Talking Elephant)
- Spindle (2006年、Talking Elephant)
- The Whorl (2006年、Talking Elephant)
- Talking with Strangers (2009年、FiXiT/Brilliant)
- Flow and Change (2013年、Gonzo)
- Live at WMJazz (2014年、Cromerzone)
- Gathering The Threads-Fifty Years of Stuff (2015年、Starcrazy) ※コンピレーション
- Anthology Part One (2015年、Earth Recordings) ※コンピレーション
- Songs in Waiting (2017年、Starcrazy) ※EP
- Summer Dancing (2017年、Acid Jazz/[PIAS]) ※with アンディ・ルイス
- Earth Is Sleeping (2018年、Acid Jazz)
- Weavings Of A Silver Magic (2020年、Cromerzone) ※ケンブリッジ・セントバーナバス教会でのライブ

### フェアポート・コンヴェンション
- 『フェアポート・コンヴェンション』 - Fairport Convention (1968年、Polydor)
- Moat on the Ledge (1982年) ※「Both Sides Now」のみ
- Live at the BBC (2007年) ※ライブ・コンピレーション。ディスク4 1-8に参加
- What We Did on Our Saturday (2018年) ※ライブ。ディスク1 1-2、ディスク2 13に参加
- A Tree With Roots – Fairport Convention and the Songs of Bob Dylan (2018年) ※コンピレーション

### ジャイルズ・ジャイルズ&フリップ
- キング・クリムゾン : 『新世代への啓示』 - A Young Person's Guide to King Crimson (1976年) ※コンピレーション。ジャイルス・ジャイルス＆フリップで歌った「風に語りて」を収録。
- Metaphormosis (2001年) ※コンピレーション。1968年録音
- 『ザ・ブロンデスベリー・テープス』 - The Brondesbury Tapes[56] (2001年) ※コンピレーション。1968年録音

### トレイダー・ホーン
- 『モーニング・ウェイ〜朝の光の中で』 - Morning Way (1970年、Dawn)

### 参加アルバム
- アシュリー・ハッチングス : The Guv'nor Vol.4 (1996年)
- アシュリー・ハッチングス : The Guv'nor presentation 4 (1996年)
- アシュリー・ハッチングス : Ashley Hutchings 5 (2002年)
- アシュリー・ハッチングス : Burning Bright - The Life & Music Of Ashley Hutchings (2005年) ※コンピレーション
- Various Artists : The Fairport Companion (2006年)
- Füxa : Dirty D (2013年) ※ミニ・アルバム
- Thee Faction : Songs To Remind The Class of the Glorious Victory To Come and the Work That Must Be Done To Get There (2013年) ※EP
- Sleepyard : Black Sails (2014年)
- The Honey Pot : Ascending Scales (2016年)
- スピリッツ・バーニング & クリアライト : The Roadmap in Your Head (2016年)
- ビッグ・ビッグ・トレイン : 『グリムスパウンド』 - Grimspound (2017年)
- スピリッツ・バーニング & デヴィッド・アレン : Another Roadmap in Your Heart (2017年) ※EP
- Darren Hayman : Thankful Villages Vol.2 (2017年)
- Various Artists : Green Leaves (Nick Drake Covered) (2018年) ※ジュディ・ダイブル&アンディ・ルイス名義
- Winter Crickets : Sleepyard (2018年)
- Seven Sisters, Seven Seas : Sand Snowman (2018年)

## 著書
- Dyble, Judy; Thompson, Dave (2016). An Accidental Musician: The Autobiography of Judy Dyble. London: Soundcheck Books. ISBN 978-0993212031